# Richard Baxter

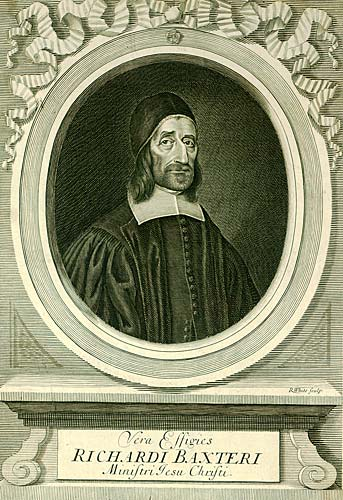
Richard Baxter

Richard Baxter, engelsk kyrkoherde och psalmförfattare, född den 12 november 1615, död den 8 december 1691.
Baxter var pastor i Kidderminster, och en kortare tid fältpräst i Cromwells armé, och senare kunglig kaplan i London under Jakob II. Genom uniformitetsakten 1662, som bland annat krävde biskoplig vigning för alla präster och som riktade sig mot puritanismen, miste Baxter sitt ämbete. han fortsatte dock sin predikoverksamhet med stor framgång, men utsattes för högkyrkans förföljelse. Hans sista år efter toleransakten 1672 förflöt lugnt. Baxter betonade i likhet med Jacobus Acontius praktiskt verksam religiositet och ett liv i helgelse som kristendomens fundamentala satser, om vilka alla parter borde kunna ena sig.
Han är annars främst känd för sin uppbyggelsebok, The saints' everlasting rest (1649), på svenska De heligas eviga ro, som finns utgiven i flera upplagor från i vart fall 1800-talet.
Representerad i The Church Hymn Book 1872 med psalm nr 839 Lord! it belongs not to my care diktad 1681.